# Bahía Inútil (Bougainville)
La bahía Inútil (52°01′S 58°26′O / -52.017, -58.433) es una entrada de mar ubicada en la costa oriental de la isla Bougainville, en el archipiélago de las Malvinas. Administrativamente pertenece al departamento Islas del Atlántico Sur de la provincia de Tierra del Fuego, Antártida e Islas del Atlántico Sur.
Es una bahía de forma compleja, y en su interior se encuentra la punta Pingüino. Además se ubica al norte de la punta Aguda.